# ۱۴۹۱ (میلادی)
۱۴۹۱ (میلادی) هزار و چهارصد و نود و یکمین سال تقویم میلادی است.

## زادگان
- 28 ژوئن - هنری هشتم (انگلستان) : پادشاه انگلستان.

## درگذشتگان
‎